# Відьомський капелюх

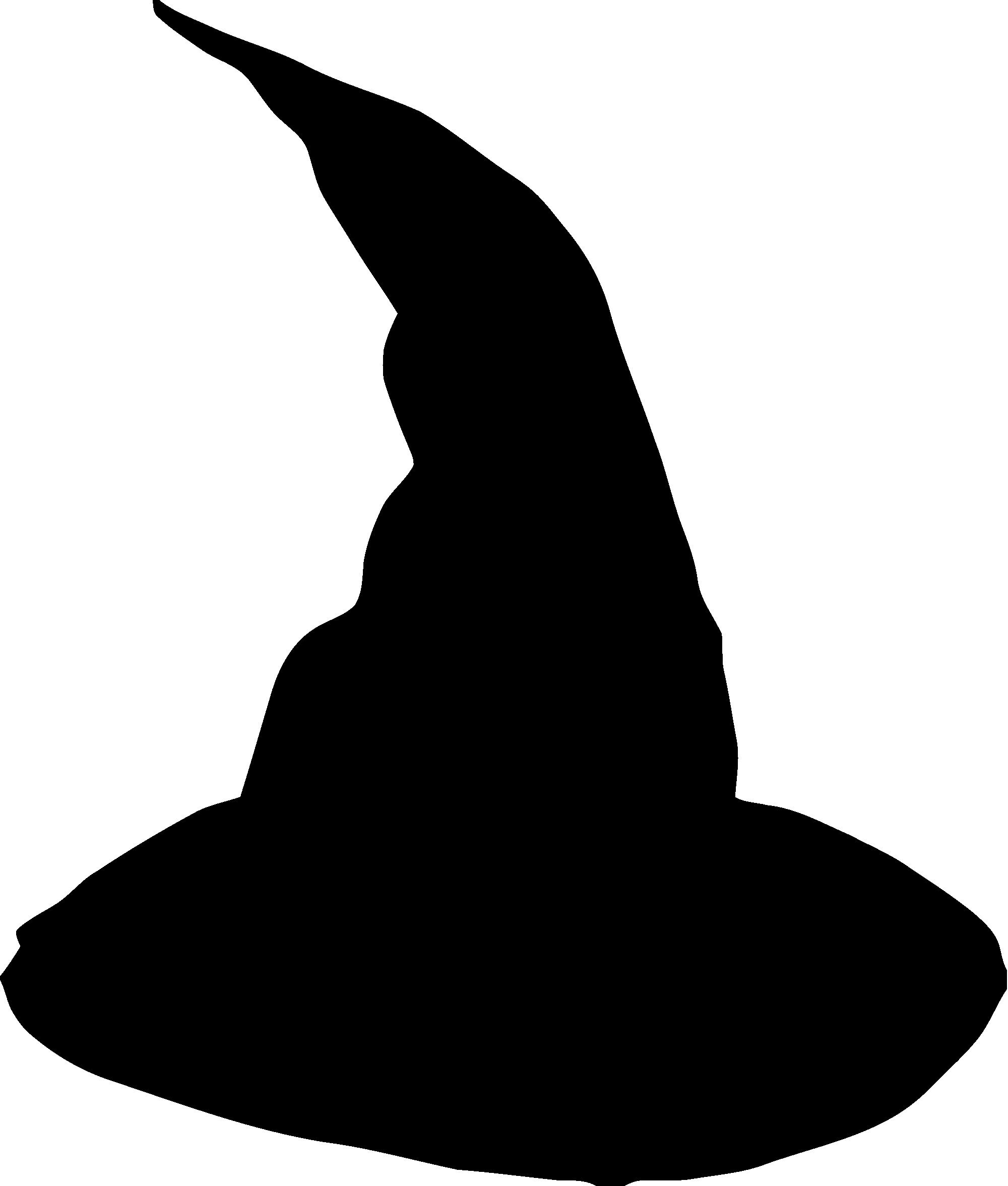
Відьомський капелюх в поп-культурному уявленні.

Відьомський капелюх — це стиль капелюха, який носять відьми, згідно зображенню відьом у поп-культурі, тобто капелюх із загостреною верхівкою і широкими краями.

## Версії походження

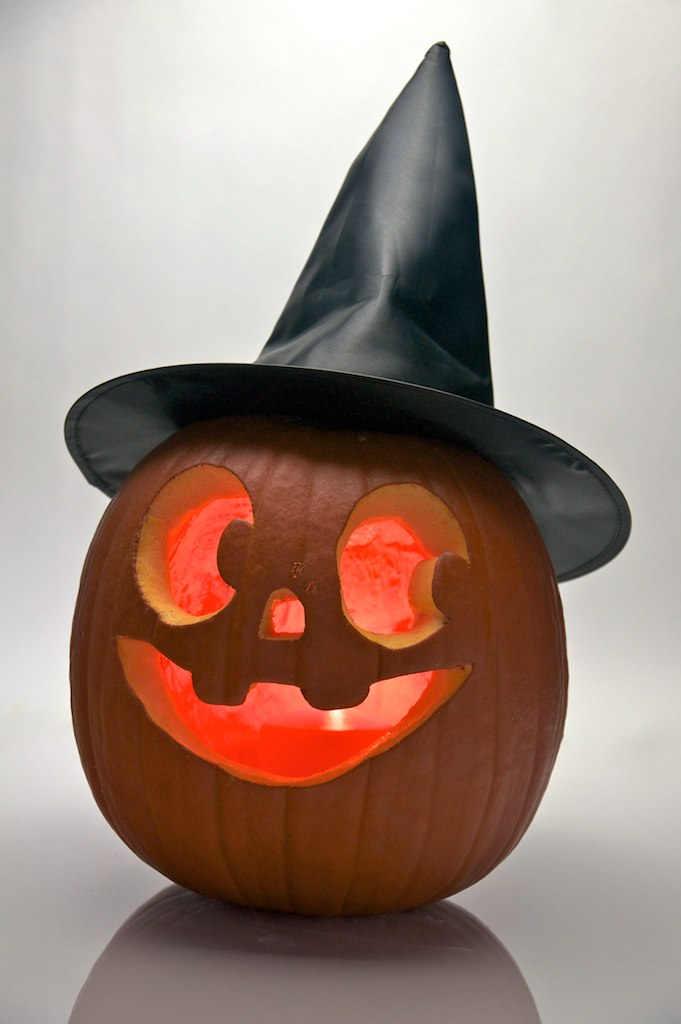
Ліхтар Джека в архетипічному відьомському капелюсі, художник Девід Логган

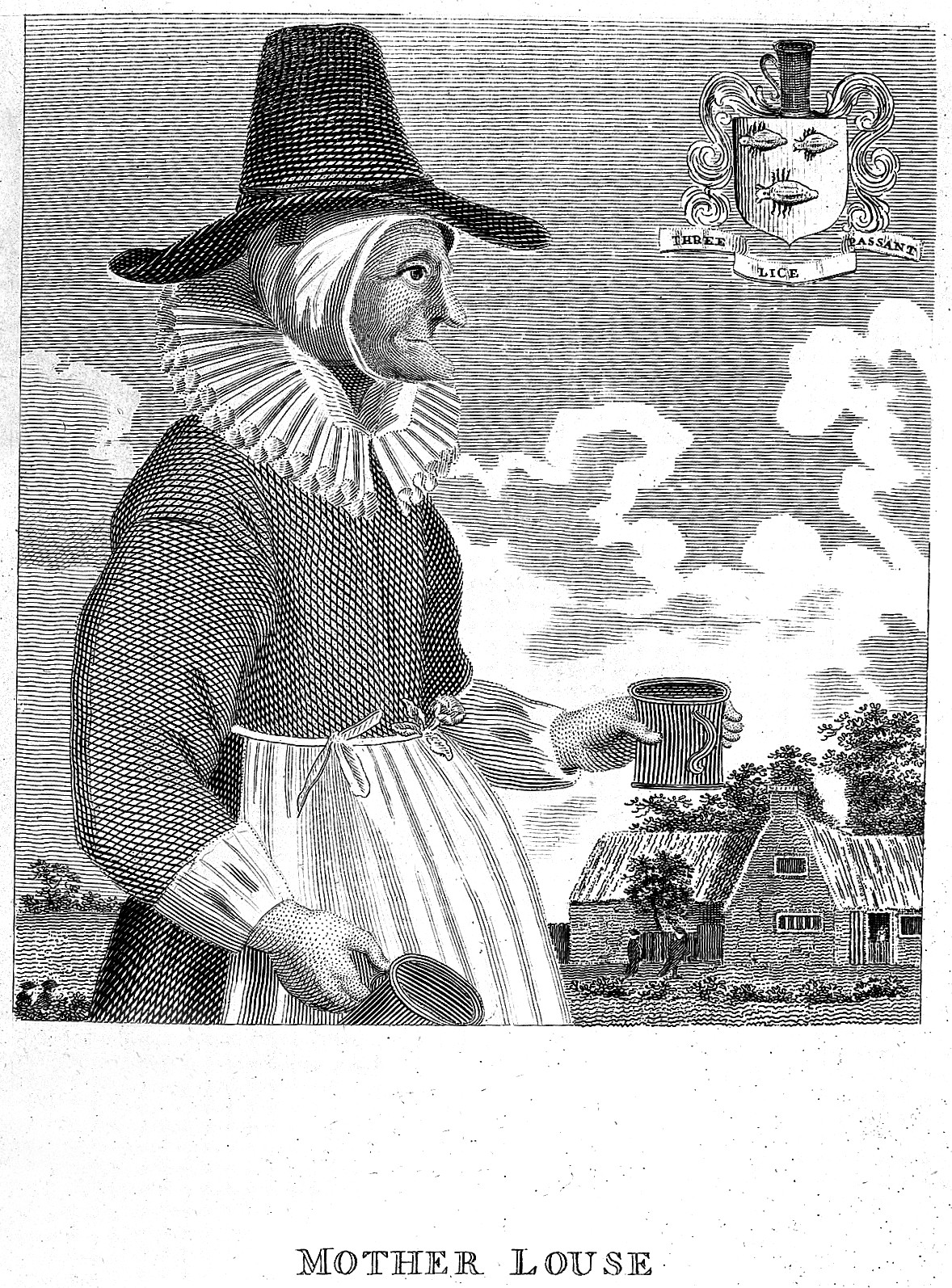
Матір Лоуз, горезвісна ельвайф в Оксфорді в середині XVII століття.

Походження відьомського капелюха в тому вигляді, в якому він зображується на сьогодні підлягає сумніву. 
Одна з найбільш ранніх теорій — муміфіковані рештки «відьом» Субеші (Таримські мумії), які носили дуже високі загострені чорні капелюхи, що нагадують культові головні убори їх сестер з Середньовічної Європи. Субеші, що датується IV-II століттями до нашої ери, розташований у високій ущелині на схід від важливого міста Турфана. 
Інша теорія полягає в тому, що таке зображення відьомського капелюха виникло через антисемітизм: 1215 року Четвертий Латеранський собор видав указ, згідно з яким всі євреї повинні були носити розпізнавальний головний убір, гостру шапку, відому як юденхат (Judenhat). Потенційно цей стиль капелюха згодом став асоціюватися з чорною магією, поклонінням сатані та іншими діями, в яких звинувачувалися євреї.
Подібна теорія стверджує, що образ архетипічного капелюха відьми народився з антиквакерських забобонів. Хоча капелюхи, які традиційно носили самі квакери, не були гострими. Квакерські шапки були предметом культурних суперечок, і цілком можливо, що негативна реакція пуритан на квакерів в середині XVIII століття сприяла тому, що капелюхи стали частиною демонічної іконографії. 
Ще одна гіпотеза припускає, що капелюхи відьом виникли з капелюхів ельвайф (англ. alewife, де ale - ель, пиво, a wife - жінка, тобто жінок-пивоварів), особливих  головних уборів, що носили жінки, які варили домашнє пиво для продажу. Згідно з цим припущенням, ці капелюхи набули негативного відтінку, коли пивоварна промисловість, в якій переважали чоловіки, звинуватила жінок у продажі розведеного або зіпсованого пива. У поєднанні із загальною підозрою, що жінки зі знанням гербології працювали в окультній сфері, капелюх ельвайф міг почати асоціюватися з чаклунством .

## Популяризація
У романі Френка Баум «Дивовижний чарівник країни Оз» 1900 року були представлені ілюстрації, що зображали Злу відьму Заходу у високому конічному капелюсі . Цей аксесуар моди був перенесений в екранізацію 1939 року, в якій Злу відьму зіграла актриса Маргарет Хемілтон.

## У культурі
Цей капелюх носили наступні вигадані персонажі:
- Зла відьма Заходу з "Дивовижного чарівника з країни Оз", 1900
- Гендальф, з "Гобіт, або Туди і Звідти" і з "Володаря перснів", 1937
- Дженіфер (Вероніка Лейк), з "Я одружився з відьмою", 1942
- Саманта Стівенс, з комедії "Зачарований", 1964
- Орко, з "Хі-Мен і володарі всесвіту", 1983
- Мінерва Макґонеґел, з "Гаррі Поттеру" (сюжет включає персонажа, який сам є таким головним убором (Сортувальний капелюх)), 1997. Романи також описують "загострені капелюхи" як частину студентської форми для школи чаклунства та магії, хоча вони рідко зустрічаються в екранізації.
- Бефана з італійської міфології.

Залежно від матеріалу, з якого виготовлений капелюх, верхівку можна завжди бачити у зігнутому, нахиленому або зім'ятому стані.